# Isak Sundewall
Isak Sundewall, född 29 september 1716 i Hogstads församling, Östergötlands län, död 20 november 1791 i Hogstads församling, Östergötlands län, var en svensk borgmästare i Vadstena stad.

## Biografi
Isak Sundewall föddes 1716 i Hogstads församling och var son till borgmästaren Mattias Sundwall i Vadstena. Han blev student vid Uppsala universitet 1733. Sundewall blev senare auskultant vid Stockholms rådhusrätt och vid Göta hovrätt 1740. Sundewall var vice häradshövding och blev borgmästare i Vadstena stad 1746. Han slutade som borgmästare 1777. Sundewall avled 1791 i Hogstads församling.
Sundewall ägde gården Stora Ljuna i Hogstads socken.
Han var riksdagsledamot av riksdagen 1751–1752.

### Familj
Sundewall gifte sig första gången den 17 juli 1746 i Vadstena med Brita Sophia Roland (1719–1762). Hon var dotter till löjtnanten Gustaf Roland och Helena Catharina Göthe. De fick tillsammans barnen Adolf (1749–1803) och Helena Sophia (född 1750). Sundewalls andra äktenskapet var med Hedvig Ekman (1733–1795). Hon var dotter till kaptenlöjtnanten Jonas Ekman och Hedvig Philander. De fick tillsammans barnen Matthias Sundevall (1763–1847) och Jakob (1769–1846).
Hans barn kom även de att ta efternamnet Sundewall.